# Blasius Dáni von Gyarmata
Blasius Dáni von Gyarmata (n. 30 noiembrie 1864 - d. 21 ianuarie 1944) a fost unul dintre generalii Armatei Austro-Ungare din Primul Război Mondial. 
A îndeplinit funcția de comandant al Divizia 39 Infanterie Honvéd în campania acesteia împotriva României, având gradul de general-maior,:pp. 184-185 până în luna octombrie 1916, când ca efect al incapacității Diviziei 39 Infanterie Honvéd de a-și atinge obiectivele în Lupta de pe valea Uzului, a fost transferat la Budapesta.